# Outperformance-Zertifikat
Ein Outperformance-Zertifikat ist ein strukturiertes Finanzprodukt. Mit Hilfe dieser in einem Zertifikat verbrieften Terminkonstruktion ist es möglich oberhalb eines bestimmten Basiskurses überproportional (gehebelt) an der Entwicklung eines Basiswertes teilzuhaben. Basiswerte von Outperformance-Zertifikaten sind in der Regel Aktien oder Indizes.

## Funktionsweise eines Outperformance-Zertifikates
Outperformance-Zertifikate zeichnen sich durch folgende wesentliche Ausstattungsmerkmale aus:
- Basiswert: Dies ist das Wertpapier, das der im Zertifikat verbrieften Derivatekonstruktion zugrunde liegt – zum Beispiel eine Aktie.
- Laufzeit: Dies ist der Zeitraum zwischen der Emission des Zertifikates und seiner Rückzahlung.
- Bezugsmenge: Diese Kennzahl gibt an, wie viele Einheiten des Basiswertes für ein Zertifikat bezogen werden können.
- Feststellungstag: Dies ist das Datum, an dem der für die Rückzahlung des Zertifikates maßgebliche Kurs des Basiswertes festgestellt wird.
- Basiskurs: Dies ist die Kursschwelle, die am Feststellungstag überschritten sein muss, damit der Zertifikats-Inhaber einen Zusatzbetrag ausgezahlt bekommt.
- Hebelfaktor: Dieser Faktor gibt die Höhe der Outperformance des Zertifikates gegenüber der Kursentwicklung des Basiswertes oberhalb des Basiskurses an.

Am Tag der Rückzahlung, dem Fälligkeitstag, erhält der Inhaber des Zertifikates mindestens den Basisbetrag ausgezahlt. Dieser Basisbetrag wird errechnet, indem der Kurs des Basiswertes am Feststellungstag mit der Bezugsmenge multipliziert wird. Sollte der Basiswert am Feststellungstag oberhalb des Basiskurses notieren, erhält der Anleger außerdem eine zusätzliche Zahlung. Die Höhe dieses Zusatzbetrages ergibt sich aus der Differenz zwischen dem Kurs des Basiswertes am Feststellungstag und dem Basiskurs des Zertifikates, multipliziert mit dem Hebelfaktor des Zertifikates.
Liegt der Kurs des Basiswertes am Feststellungstag unter dem Basiskurs des Zertifikats, wird nur der Basisbetrag ausgezahlt. Das Investment in das Outperformance-Zertifikat entspricht damit – vor Kosten – dem Direktinvestment in den Basiswert. Verzichten muss der Zertifikate-Inhaber dabei aber auf die Auszahlung von möglichen Dividenden.
Die Emittenten konstruieren Outperformance-Zertifikate durch den Einsatz zweier Call-Optionen. Die erste Option hat einen Basispreis von Null, die zweite Option einen Basispreis in Höhe des Basiskurses des Zertifikates.